# Fratelli Torresani
Lorenzo Torresani (Verona, ... – 1564 circa) e  Bartolomeo di Cristoforo Torresani (Verona, ... – prima del 1567), meglio noti come fratelli Torresani, furono due pittori italiani del XVI secolo, attivi principalmente in Sabina.

## Opere

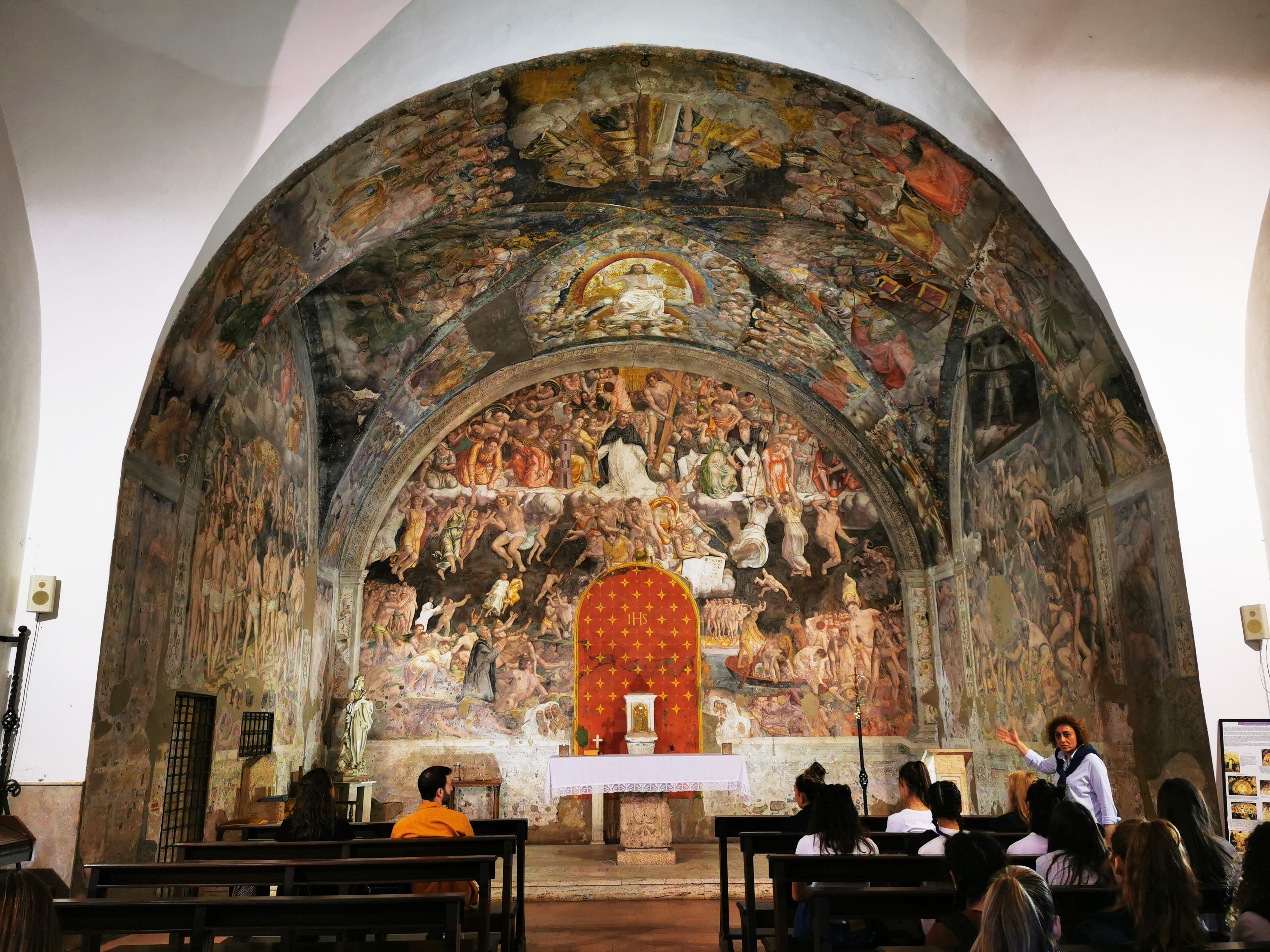
Giudizio Universale (Rieti)

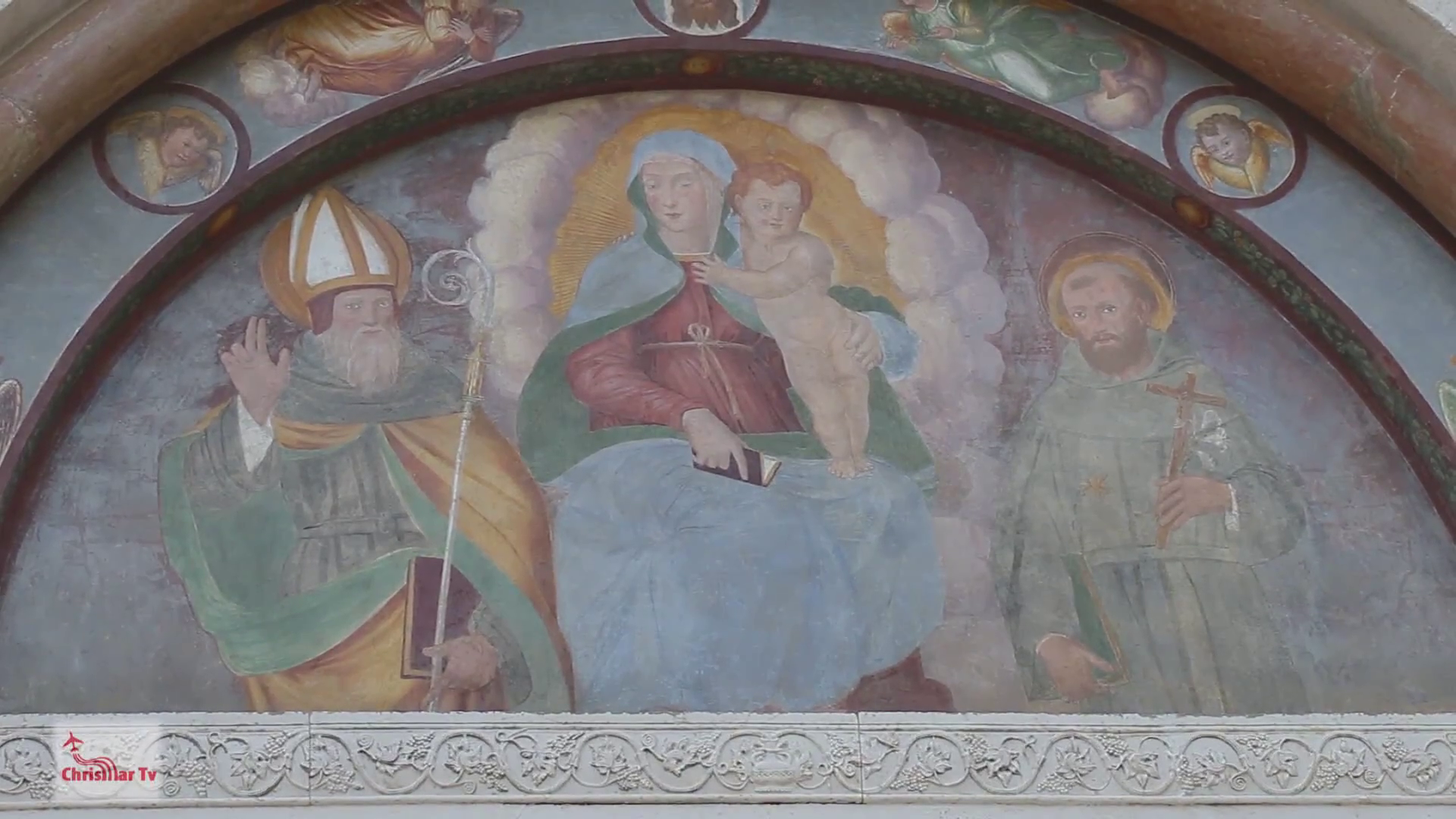
Madonna col Bambino e i santi Agostino e Nicola da Tolentino (Cittaducale)

- Madonna con Bambino (1517, attribuita al solo Bartolomeo). Narni, cattedrale di San Giovenale.
- Incoronazione di Maria Vergine, Conversione di san Paolo, San Pietro, San Paolo (1521, attribuita al solo Lorenzo). Poggio Mirteto, chiesa di San Paolo.
- Storie di San Sebastiano (1538). Narni, chiesa di Sant'Agostino (cappella di San Sebastiano).
- Madonna col Bambino e i santi Agostino e Nicola da Tolentino (1548). Cittaducale, chiesa di sant'Agostino (lunetta sul portale laterale).
- Giudizio Universale (1552-1554). Rieti, oratorio di San Pietro martire.
- Giudizio Universale (1561, attribuito al solo Bartolomeo). Casperia, chiesa di Santa Maria di Legarano.
- Ultima Cena, Crocifissione, Flagellazione e Paradiso. Fabrica di Roma, collegiata di San Silvestro.